# Campionato Panamericano 2005 (hockey su pista)
Il campionato panamericano di hockey su pista 2005 è stata la 7ª edizione dell'omonimo torneo di hockey su pista per squadre nazionali maschili americane. Il torneo si è svolto in Argentina a Mar del Plata dal 22 al 27 aprile 2005.
A vincere il torneo fu l'Argentina per la sesta volta nella sua storia precedendo in classifica il Cile.

## Formula
Il campionato panamericano 2005 fu disputato da sei selezioni nazionali tramite la formula del girone all'italiana con gare di sola andata. Vennero attribuiti tre punti per l'incontro vinto, uno per l'incontro pareggiato e zero in caso di sconfitta. La prima squadra classificata venne proclamata vincitrice del torneo.

## Squadre partecipanti
| Pr. | Squadra     | Partecipazioni precedenti al torneo |
| --- | ----------- | ----------------------------------- |
| 1   | Argentina   | 1979, 1983, 1987, 1991, 1993, 1995  |
| 2   | Cile        | 1979, 1983, 1991                    |
| 3   | Colombia    | 1987, 1991, 1993, 1995              |
| 4   | Messico     | 1993                                |
| 5   | Stati Uniti | 1979, 1983, 1987, 1991, 1993, 1995  |
| 6   | Uruguay     | Esordiente                          |

Nota bene: nella sezione "partecipazioni precedenti al torneo" le date in grassetto indicano la squadra che ha vinto quell'edizione del torneo

## Svolgimento del torneo

### Classifica finale
| Pos. | Squadra     | Pt | G | V | N | P | GF | GS | DR  |
| ---- | ----------- | -- | - | - | - | - | -- | -- | --- |
| 1.   | Argentina   | 15 | 5 | 5 | 0 | 0 | 52 | 5  | +47 |
| 2.   | Cile        | 12 | 5 | 4 | 0 | 1 | 41 | 8  | +33 |
| 3.   | Colombia    | 7  | 5 | 2 | 1 | 2 | 25 | 21 | +4  |
| 4.   | Stati Uniti | 7  | 5 | 2 | 1 | 2 | 17 | 24 | -7  |
| 5.   | Uruguay     | 3  | 5 | 1 | 0 | 4 | 10 | 37 | -27 |
| 6.   | Messico     | 0  | 5 | 0 | 0 | 5 | 2  | 52 | -50 |

### Risultati
| Mar del Plata 23 aprile 2005 ª giornata | Argentina | 12 – 2 | Stati Uniti |  |

| Mar del Plata 23 aprile 2005 ª giornata | Argentina | 4 – 2 | Cile |  |

| Mar del Plata 23 aprile 2005 ª giornata | Argentina | 17 – 0 | Messico |  |

| Mar del Plata 23 aprile 2005 ª giornata | Argentina | 6 – 0 | Colombia |  |

| Mar del Plata 23 aprile 2005 ª giornata | Argentina | 13 – 1 | Uruguay |  |

| Mar del Plata 23 aprile 2005 ª giornata | Cile | 4 – 2 | Stati Uniti |  |

| Mar del Plata 23 aprile 2005 ª giornata | Cile | 16 – 0 | Messico |  |

| Mar del Plata 23 aprile 2005 ª giornata | Cile | 8 – 2 | Colombia |  |

| Mar del Plata 23 aprile 2005 ª giornata | Cile | 11 – 0 | Uruguay |  |

| Mar del Plata 23 aprile 2005 ª giornata | Colombia | 6 – 6 | Stati Uniti |  |

| Mar del Plata 23 aprile 2005 ª giornata | Colombia | 9 – 0 | Messico |  |

| Mar del Plata 23 aprile 2005 ª giornata | Colombia | 8 – 1 | Uruguay |  |

| Mar del Plata 23 aprile 2005 ª giornata | Messico | 0 – 4 | Stati Uniti |  |

| Mar del Plata 23 aprile 2005 ª giornata | Messico | 2 – 6 | Uruguay |  |

| Mar del Plata 23 aprile 2005 ª giornata | Uruguay | 2 – 3 | Stati Uniti |  |